# Добова
Добова (словен. Dobova) је насељено место у општини Брежице, Посавска регија, Словенија.

## Историја
До територијалне реорганизације у Словенији била је у саставу старе општине Брежице.

## Становништво
У попису становништва из 2011. године, Добова је имала 744 становника.
| Број становника према пописима | Број становника према пописима | Број становника према пописима |
| ------------------------------ | ------------------------------ | ------------------------------ |
| 1991                           | 2002                           | 2011                           |
| 738                            | 719                            | 744                            |

## Галерија
- унутрашњост цркве
- железничка станица